# Quiberon (poloostrov)

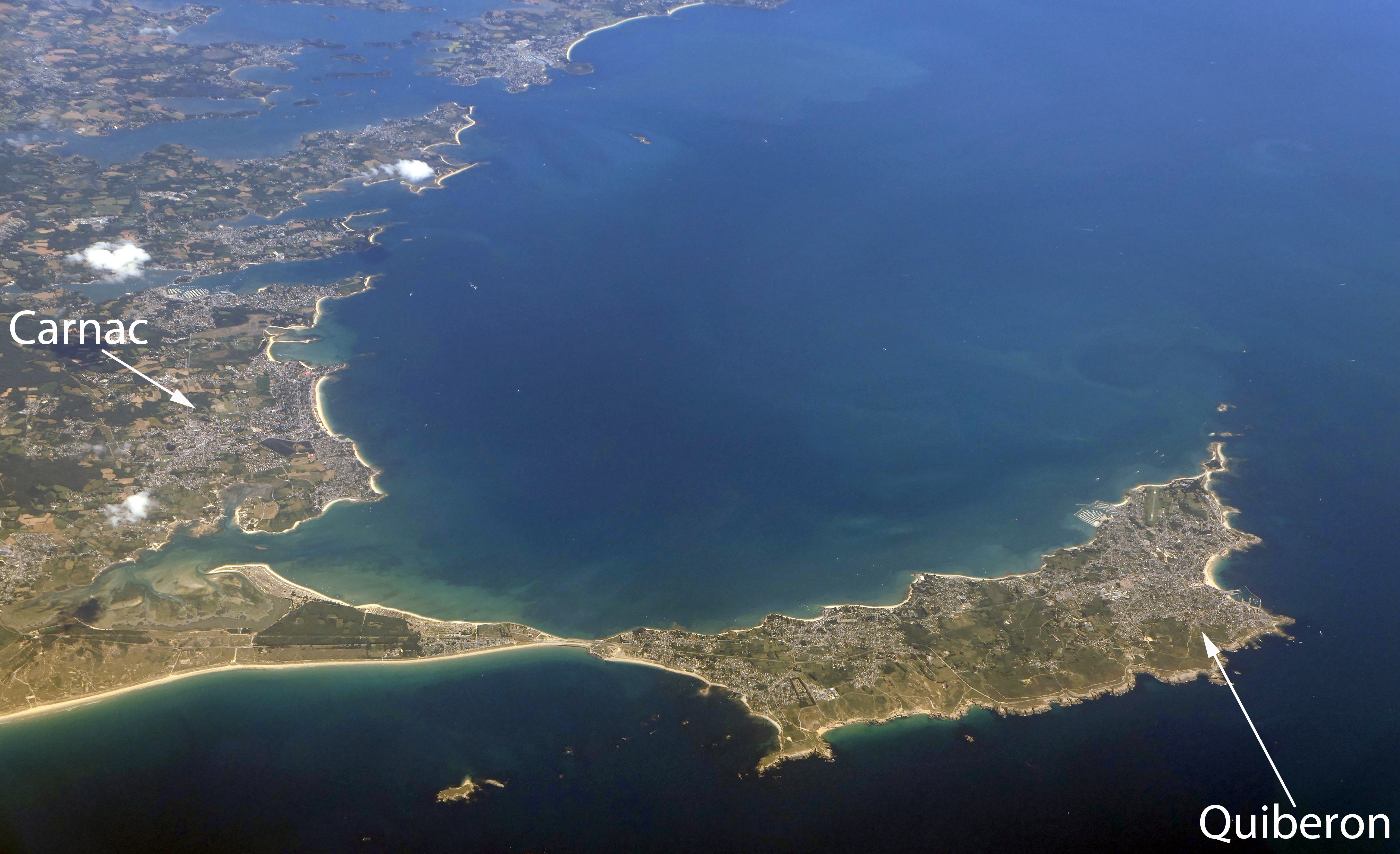
Letecký pohled na poloostrov

Poloostrov Quiberon (francouzsky Presqu'île de Quiberon) se nachází v departementu Morbihan v Bretani ve Francii. Na poloostrově leží obce Quiberon a Saint-Pierre-Quiberon.
Dlouhý poloostrov spojuje s pevninou šíje Penthièvre, široká necelých 100 m, která je tombolo, takže původní ostrov je od 11. století spojeno s pevninou.
Pobřeží představují dvě různé krajiny. Východní pobřeží, chráněné před převládajícími větry, se otevírá do velkého, klidného zálivu Baie de Quiberon, který je rozšířen o pobřeží Carnacu. Osm kilometrů dlouhé západní Côte Sauvage (Divoké pobřeží) je pod náporem větru a vln. Na západě leží Île Téviec, který je známý svými bohatými mezolitickými nálezy.
Na jižním konci Saint-Pierre-Quiberon vede silnice k polovičnímu kromlechu a pěti megalitickým místům se 40 menhiry, které lze vysledovat až k pláži. Při odlivu je z moře vidět řada stojících kamenů, podobně jako na ostrově Er Lannic. Na poloostrově se nacházejí dolmeny Porz Guen. Na západním pobřeží je několik menhirů. Menhiry Manemeur 2 a 3 jsou vzdálené asi 300 metrů od křižovatky s Rue de Manemeur. O necelých 500 metrů dále jsou menhiry "Beg-er-Goalennec" a o dalších 450 metrů dále menhir "Manemeur 4".
Poblíž poloostrova proběhla 20. listopadu 1759 bitva u Quiberonu, což byla námořní bitva v sedmileté válce.